# Álvaro Soares de Melo
Se procura o engenheiro agrónomo homónimo, presidente da Junta Geral de Ponta Delgada, veja Álvaro Soares de Melo (engenheiro).
Álvaro Soares de Melo (Cais do Pico, São Roque do Pico, 31 de Janeiro de 1879 — Horta, 12 de Julho de 1963) foi um militar do Exército Português, onde atingiu o posto de coronel, e político, tendo desempenhado, entre outras funções de relevo, o cargo de governador civil (1924) e de presidente da Comissão Administrativa da Junta Geral do Distrito da Horta (1932-1933), de presidente da Comissão Administrativa (1938-1940) e presidente da Câmara Municipal da Horta (1940-1941).